# Svetislav Glišović
Svetislav Glišović (serbe : Светислав Глишовић) (né le 17 septembre 1913 à Belgrade dans le royaume de Serbie et décédé le 10 mars 1988 à Paris en France) était un joueur et entraîneur de football serbe et international yougoslave.

## Carrière

### Carrière de club
Il fut un des joueurs clés de l'ère dorée du BSK Belgrade pendant les années 1930, et, avec Tirnanić, Vujadinović, Marjanović et Božović, fut un des grands contributeurs de l'attaque du club. Il joue sa première saison de championnat yougoslave lors de la saison 1931–32, et remporte 4 championnats nationaux, et en finira une fois le meilleur buteur, avec 10 buts en 10 matchs lors de la saison 1939–40.

### Carrière en sélection
Après ses 15 matchs en sélection de la ville de Belgrade, et 3 matchs en équipe yougoslave B, il effectue une série de 21 matchs internationaux avec l'équipe de Yougoslavie de football avec 9 buts à son actif. Il joue sa première sélection le 5 juin 1932 à Belgrade contre la France, et son dernier match le 14 avril 1940 contre l'Allemagne à Vienne.

### Carrière d'entraîneur
Lors de la première édition du championnat d'après-guerre en 1945, la compétition fut organisée par les sélections des six républiques formant la RFS Yougoslavie plus l'équipe de l'armée yougoslave. Glišović prendra la charge de l'équipe de la RS de Serbie. Il sera ensuite nommé entraîneur de l'Étoile rouge de Belgrade, où il restera jusqu'en 1948. Il continue ensuite sa carrière en Grèce et en Suisse.

## Palmarès

### Club
BSK Belgrade
- 4 fois vainqueur du championnat de Yougoslavie: 1932-33, 1934-35, 1935-36, 1938-39

### Individuel
- 1 fois meilleur buteur du championnat de Yougoslavie: 1939-40